# Tombeau d'Askold
Le tombeau d'Askold (en ukrainien : Аскольдова могила) est un parc situé entre le parc Mariinskyi et la laure des Grottes de Kiev, dans le quartier de Petchersk, à Kiev, en Ukraine. C'est un monument inscrit au registre national des monuments immeubles d'Ukraine.

## Histoire
Le parc a été créé par les Soviétiques au milieu des années 1930 à la place d'un ancien cimetière autour de l'église Saint-Nicolas, qui, selon l'histoire, marque l'endroit où le prince Askold de Kiev a été enterré au IXe siècle.
Aux XVe et XVIe siècles, le tombeau d'Askold est occupé par les moines orthodoxes du monastère Saint-Nicolas. Ivan Mazepa fait déplacer le monastère sur une colline voisine, où une nouvelle cathédrale circulaire baroque est alors érigée : la cathédrale militaire Saint-Nicolas de Kiev. Il se situe sur une partie de la forteresse de Kiev.
L'église Saint-Nicolas existante est une rotonde néoclassique conçue par Andreï Melenski en 1810.
En 1918, les partisans de la République populaire ukrainienne ont enterré ici les victimes de la guerre soviéto-ukrainienne tuées et torturées par les Bolcheviks.

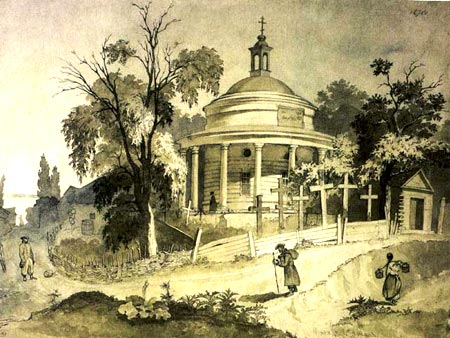
L'église Saint-Nicolas d'après un dessin de Taras Chevtchenko.
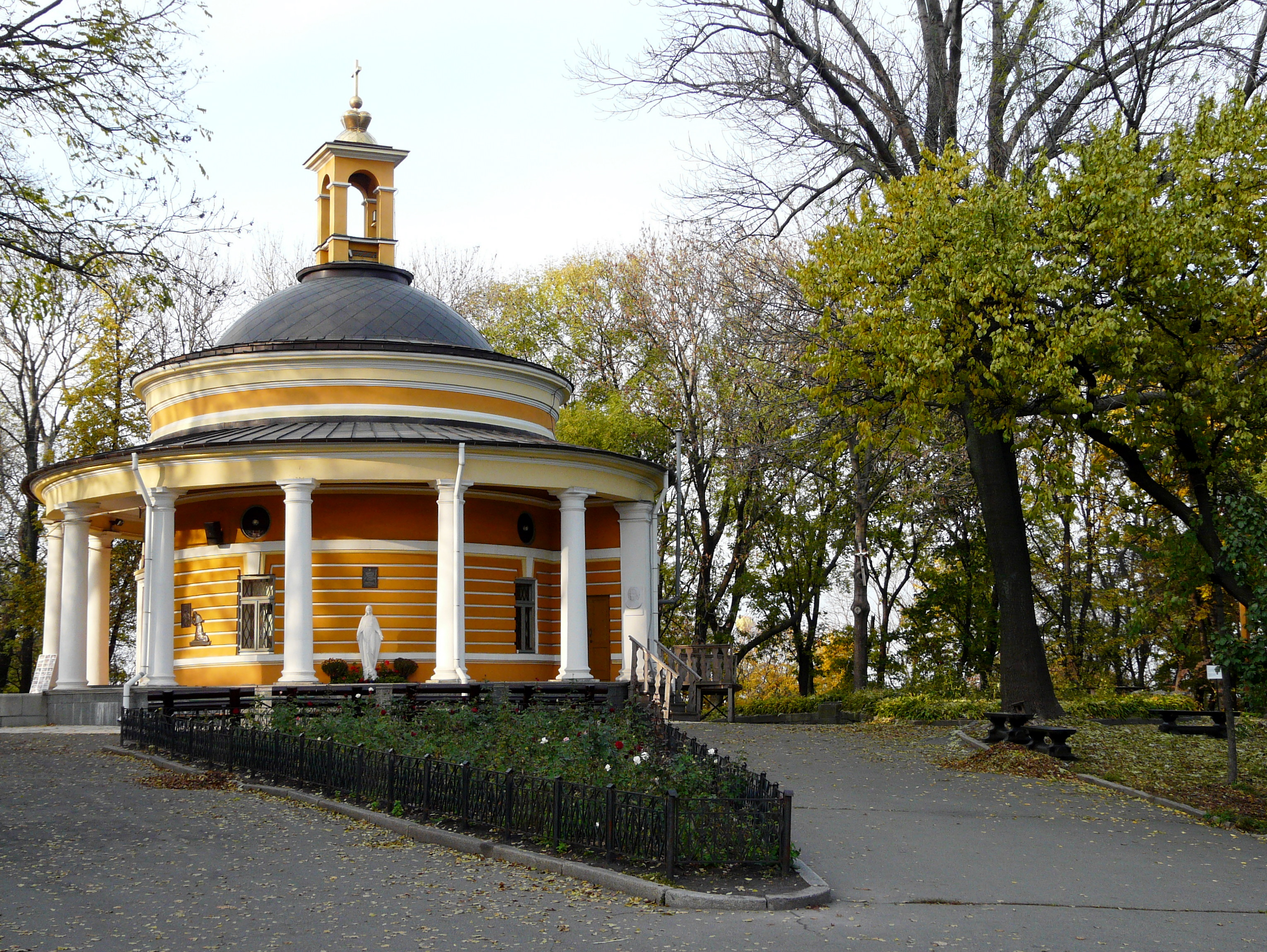
Église Saint-Nicolas de Kiev classée[3].
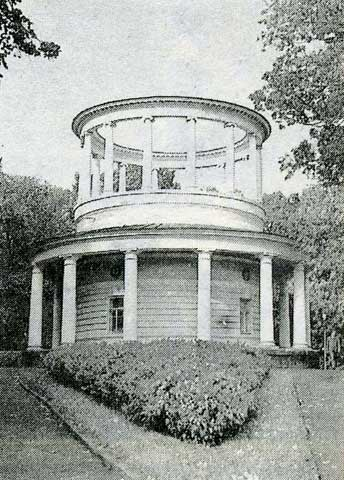
en 1930,
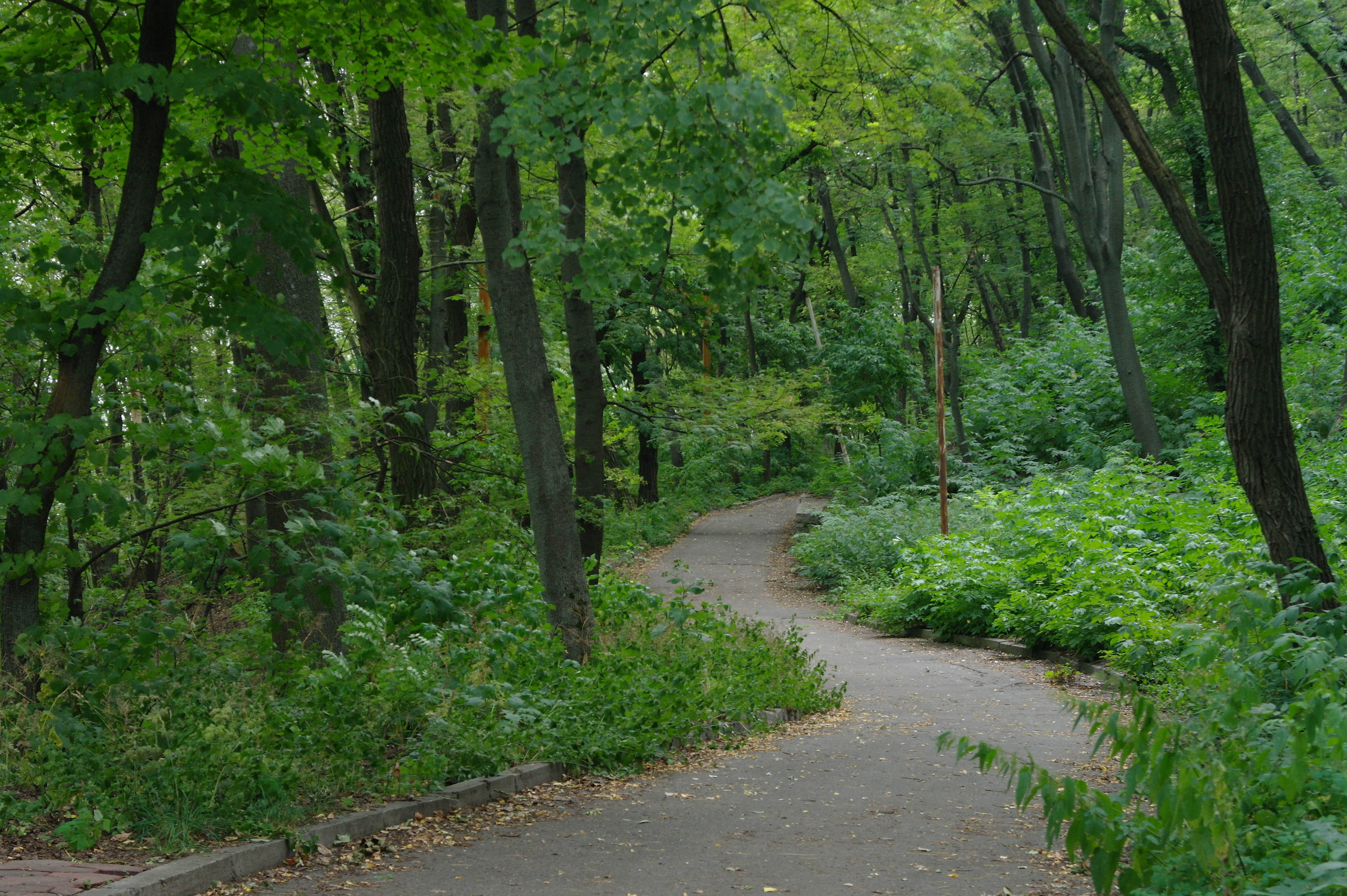
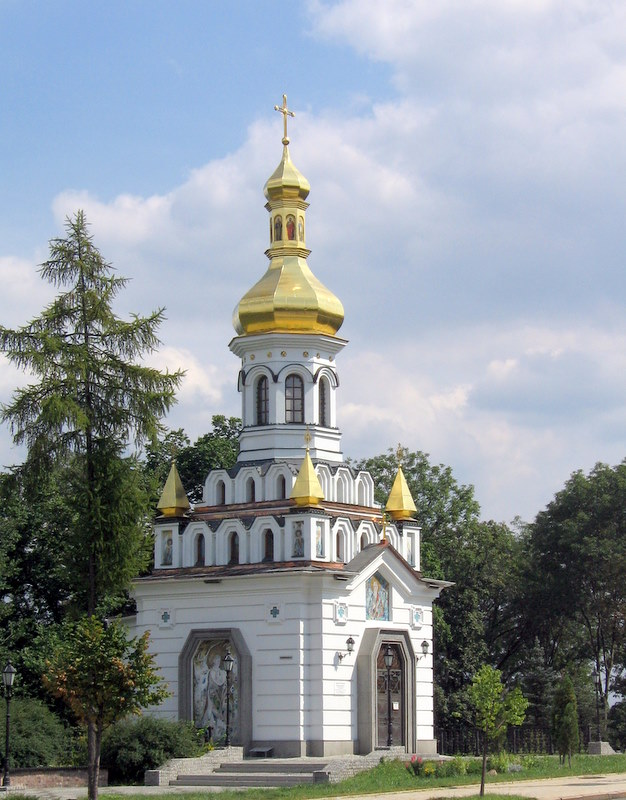
chapelle st-André,
monument aux Ugarics classée[4].
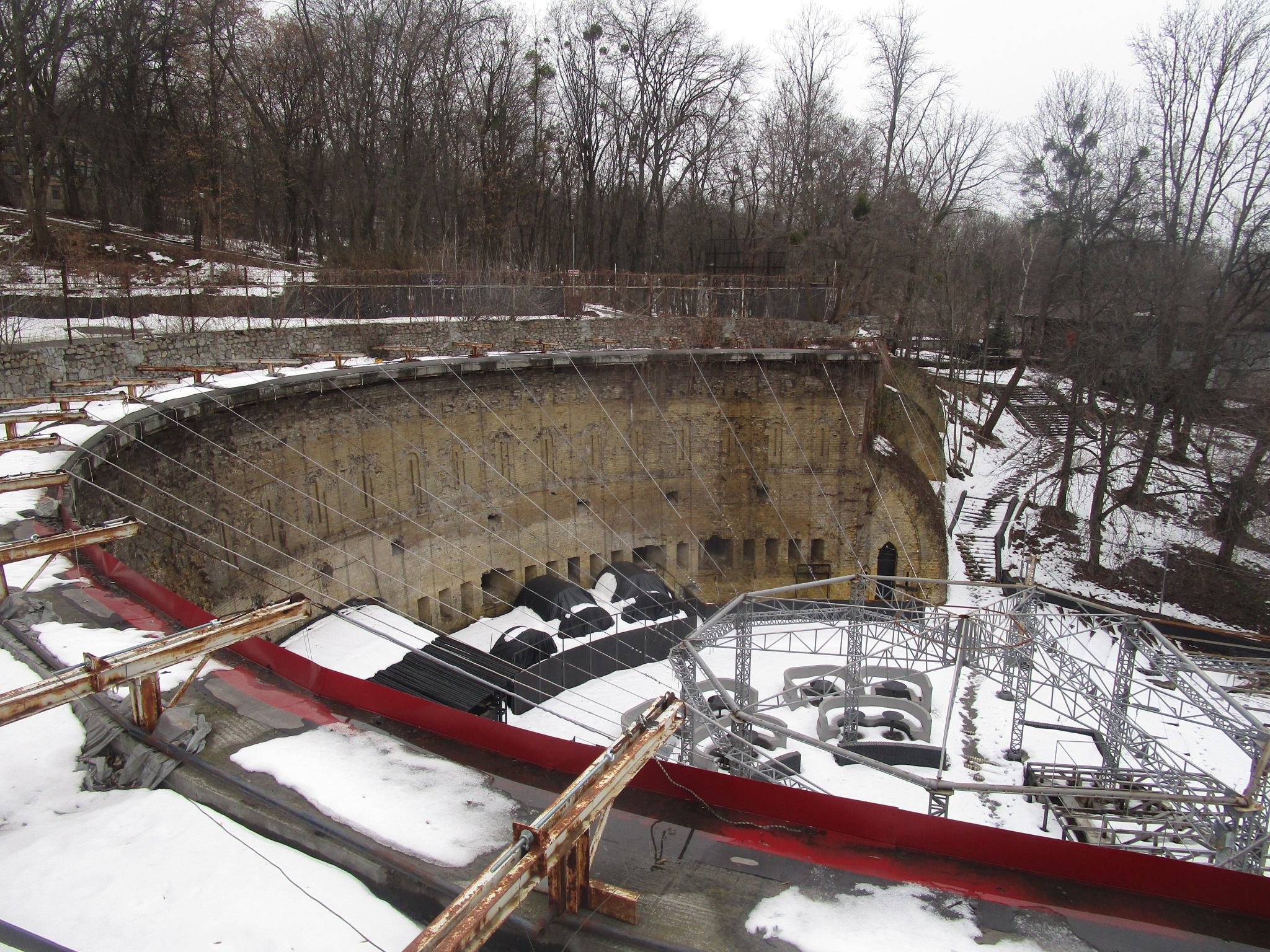
Partie du mur de la forteresse classé[5].
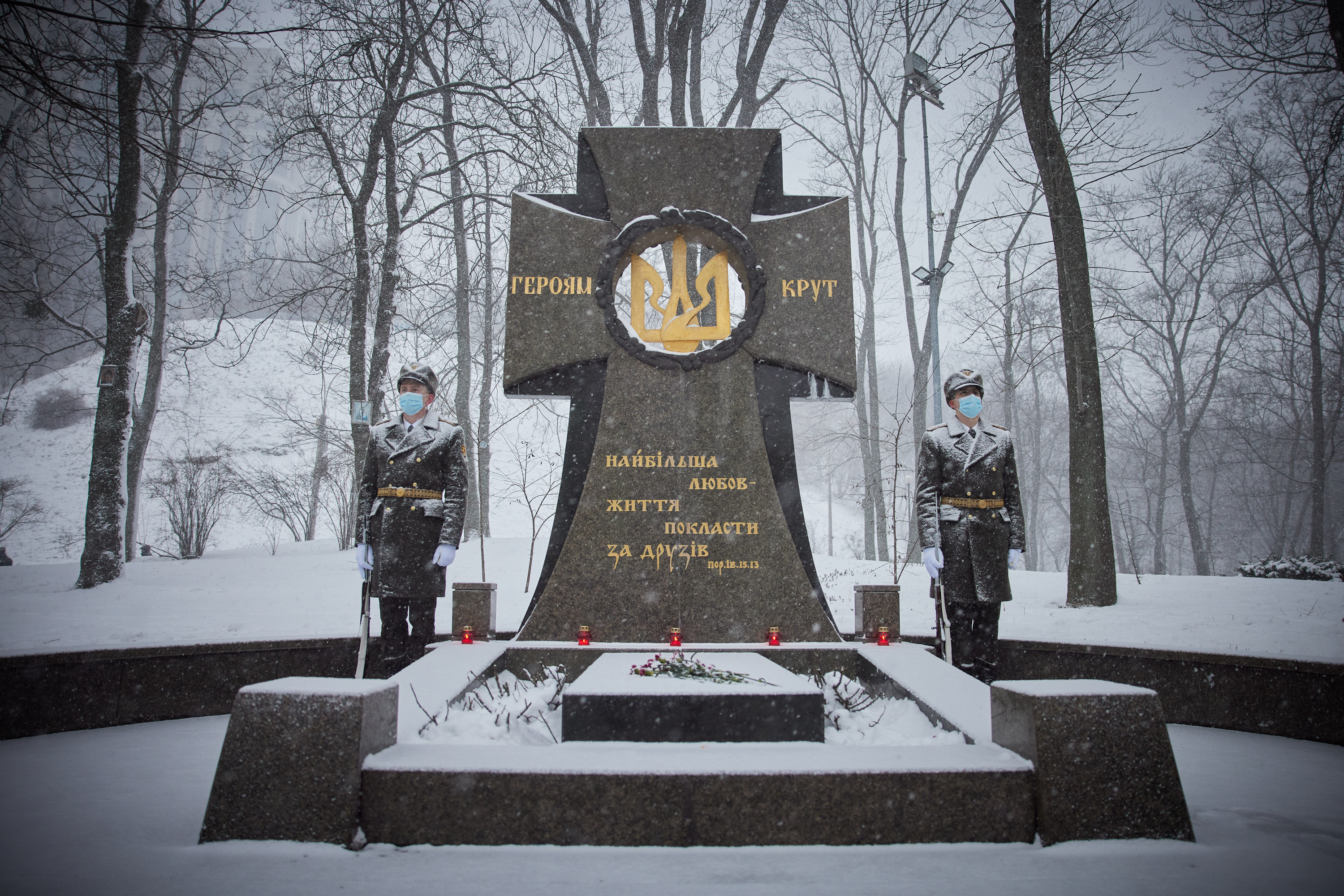
Mémorial aux morts de la bataille de Krouty.
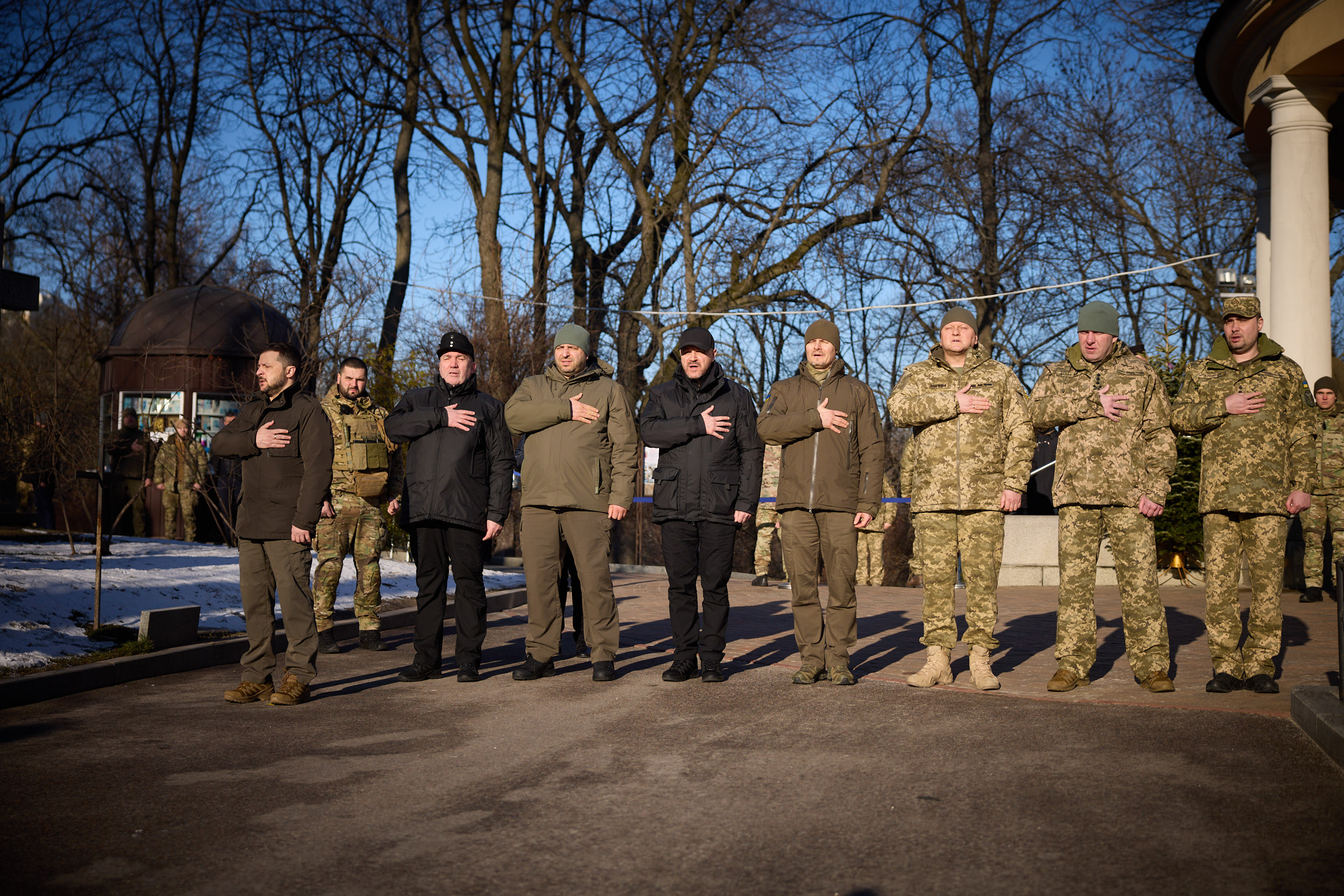
Cérémonie mémorielle en 2024 avec Valeri Zaloujny, Oleksiy Danilov, Kyrylo Boudanov, Vassyl Maliouk, Ihor Klymenko, Andryi Yermak, Roman Machovets et le président Volodymyr Zelensky.